# Morgan Webb
Morgan Webb, née le 5 octobre 1978 à Toronto, au Canada, est une animatrice de télévision et une productrice américaine.

## Biographie
Morgan Webb vit en Californie, aux États-Unis, dès l'âge de cinq ans. Elle fréquente l'université de Californie à Berkeley de 1996 à 2000. Elle apparaît ensuite sur TechTV, dans le magazine FHM et dans X-Play, une émission sur les jeux vidéo.
Elle est l'épouse de l'écrivain Robert Reid.
En 2015, elle présente le Pre-show de la conférence Bethesda en compagnie du journaliste Adam Sessler a l'occasion de l'E3 2015.